# Herb gminy Kołbiel
Herb gminy Kołbiel – jeden z symboli gminy Kołbiel, ustanowiony 29 czerwca 2007.

## Wygląd i symbolika
Herb przedstawia na tarczy koloru czerwonego zielone wzgórze, a na nim złoty bróg ze złotą rybą w środku.

## Źródła pochodzenia herbu

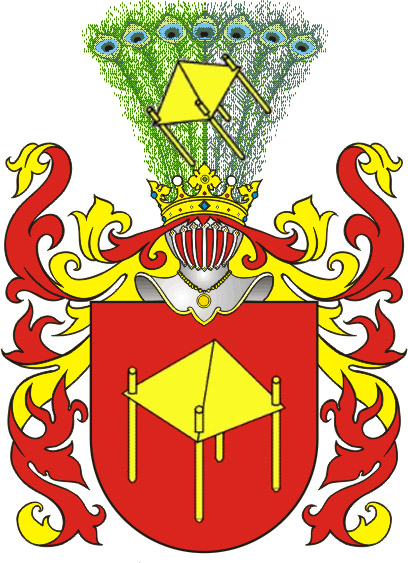
Herb Leszczyc

Widniejący wizerunek na tarczy gminy Kołbiel nawiązuje do herbu „Leszczyc”. Herbem tym posługiwał się Franciszek Wojciech Grabianka, do którego w latach 1660–1714 należała (posiadająca od 1532 roku prawa miejskie) Kołbiel.To właśnie za jego czasów osada ta przeżywała swój największy rozwój.